# U-175
U-175 — большая океанская немецкая подводная лодка типа IX-C, времён Второй мировой войны. Лодка совершила 3 боевых похода, в которых потопила 10 судов (40 619 брт). 17 апреля 1943 года потоплена к юго-западу от Ирландии в районе с координатами 47°53′ с. ш. 22°04′ з. д. глубинными бомбами и артиллерийским огнём корабля береговой охраны USS Spencer. 13 членов экипажа погибли, 41 спасся.

## История строительства
Заказ на постройку лодки был отдан судостроительной компании АГ Везер в Бремене 23 декабря 1939 года. Лодка была заложена 30 января 1941 года под строительным номером 1015, спущена на воду 2 сентября 1941 года, 5 декабря 1941 года под командованием капитан-лейтенанта Гейнриха Брюнса вошла в состав учебной 4-й флотилии. 1 сентября 1942 года вошла в состав 10-й флотилии.

## История службы

### Первый поход
15 августа — 17 октября 1942 года, 64 дня
 9 судов потоплено — 33 442 брт. 
15 августа 1942 U-175 вышла из Киля совместно с U-179 и, пройдя мимо берегов Норвегии и Исландии, направилась в Южную Атлантику для патрулирования района между Тринидадом и устьем реки Ориноко. 18 сентября был замечен грузовой пароход водоизмещением около 4000 тонн (возможно норвежский «Sorvangen»). Лодка выпустила торпеду, которая прошла мимо. Два артиллерийских выстрела также не достигли цели. В 10:00 было замечено небольшое судно «Norfolk» (1901 брт) под канадским флагом, лодка выпустила по нему торпеду. В результате попадания судно разломилось пополам и затонуло в течение минуты. 19 сентября при патрулировании обнаружен пароход «Mae». 21 сентября был потоплен югославский пароход «Predsednik Kopajtic» (1798 брт). В районе полудня лодка подверглась атаке бомбардировщика сбросившего глубинные бомбы. Устранение полученных повреждений заняло несколько часов. 24 сентября U-175 обнаружила два судна из конвоя TRIN-14, первое, «West Chetac» (5627 брт), было потоплено торпедой, атака второго была неудачной.
26 сентября в 10:06 было потоплено панамское грузовое судно «Tambour» (1827 брт). 28 сентября торпедирован и потоплен американский пароход «Alcoa Mariner» (5590 брт). 1 октября был торпедирован двумя торпедами и затонул американский фрахтовщик «Empire Tennyson» (2880 брт).
2 октября потоплен панамский пароход «Aneroid» (5074 брт). 4 октября обнаружено и потоплено в результате торпедной атаки судно «Carib Star» (2592 брт). 5 октября — обнаружено и потоплено артиллерийским огнём судно «William A. McKenny».
Израсходовавшая все торпеды лодка получила приказ возвращаться в Лорьян, 27 октября 1942 года она достигла своей новой базы.

### Второй поход
1 декабря 1942 — 24 февраля 1943, 86 дней
1 судно потоплено — 7177 брт
Во второй поход U-175 вышла 1 декабря 1942 года из французского Лорьяна. Обогнув западную оконечность Испании она направилась к африканскому побережью. 1 января 1943 года подверглась атаке самолета, шесть сброшенных бомб не причинили повреждений. 23 января 1943 года в результате атаки U-175 был потоплен американский транспорт «Benjamin Smith» типа «Либерти» (7177 брт). 30 января 1943 года снова была атакована самолетами. В результате атаки лодка потеряла большое количество топлива и не могла быстро погружаться. 24 февраля 1943 года, почти через три месяца после начала похода, U-175 ошвартовалась в Лорьяне.

### Третий поход

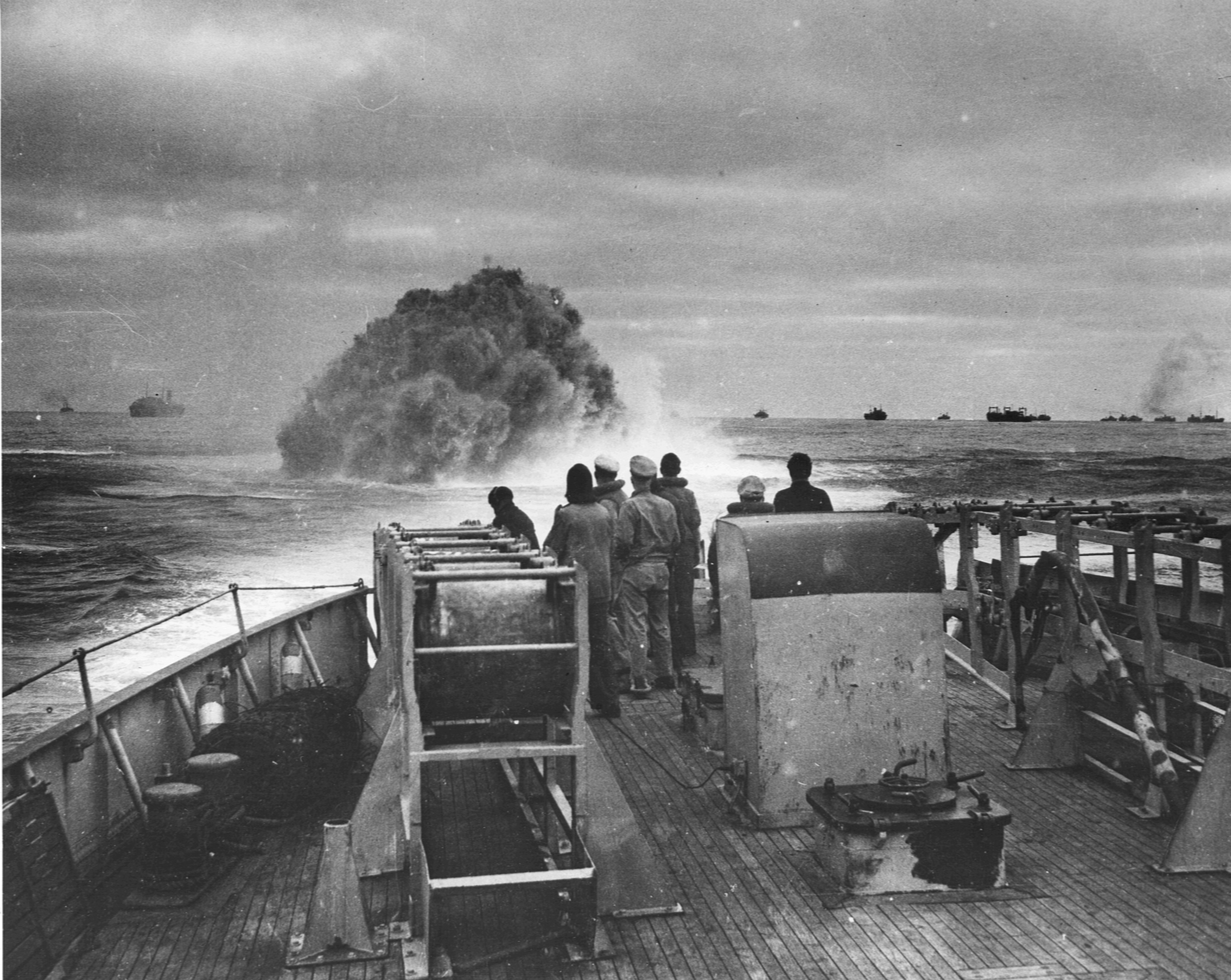
Вид с палубы USS Spencer на взрывы глубинных бомб, после которых U-175 всплыла

10 апреля 1943 года U-175 отправилась из Лорьяна в свой третий поход. Её курс лежал на запад, к побережью Северной Америки. 17 апреля, на восьмые сутки похода, лодка была замечена к юго-западу от Ирландии кораблём береговой охраны ВМС США USS Spencer, сопровождавшем конвой HX-233. В 10:50 акустик корабля установил контакт с подводной лодкой. В 10:52 со "Спенсера" сбросили первую серию из 11 глубинных бомб, а в 10:58 вторую. После восстановления контакта, был сделан ещё один залп. Примерно через 15 минут подводная лодка выскочила на поверхность за кормой конвоя примерно в 2500 ярдах от "Спенсера". Выскочив на поверхность, подводная лодка полным ходом попыталась уйти. "Спенсер" погнался за ней, ведя огонь из всех орудий. Артиллеристы "Спенсера" превратили рубку лодки в обломки. Артиллеристы с U-175 сумели выпустить в ответ несколько снарядов. Во время этой перестрелки один снаряд попал в "Спенсер", ранив 7 человек и 1 погиб. Лодка, получив серьёзные повреждения, затонула в районе с координатами 47°53′ с. ш. 22°04′ з. д., из 54 членов экипажа лодки 13 человек погибли, остальные 41 — были подняты на борт USS Spencer.

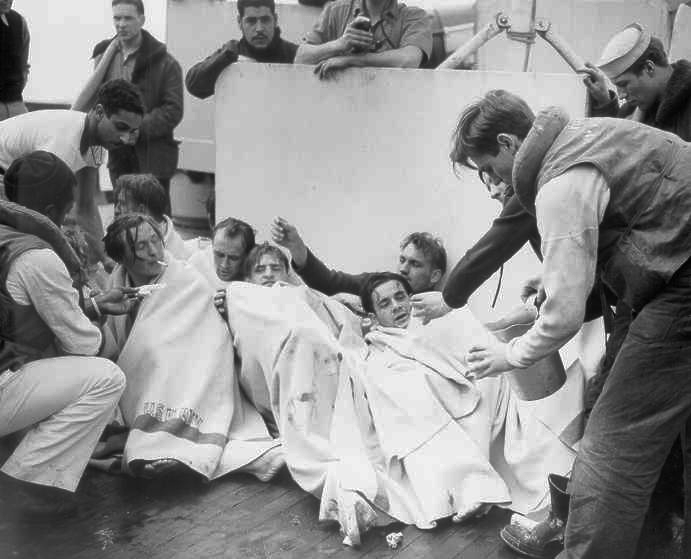
Выжившие подводники

## Экипаж

### Командир
На момент гибели лодкой командовал 30-летний капитан-лейтенант (Kapitänleutnant) Гейнрих Брюнс (Heinrich Bruns). Службу в Кригсмарине Брюнс начал будучи артиллерийским офицером, после чего был назначен командиром торпедного катера T3, затонувшего после попадания авиабомбы во время налета авиации на гавань Гавра в 1940 году.
В 1941 году Брюнс заканчивает курсы командного состава подводных лодок и успешно завершает боевой выход в должности капитана-кандидата. На U-175 назначен в декабре 1941 года.

### Старший помощник
Лейтенант (Leutnant zur See) Вольфганг Верло (Wolfgang Verlohe)
Возраст 22 года. Вступил в немецкий Флоту в 1939. Первый опыт приобрел зимой 1940/41, когда, как в качестве гардемарина(???), он совершил патруль с капитан-лейтенантом (Kapitänleutnant) Гельмутом Розенбаумом (Helmut Rosenbaum) на U-73. Верло прошёл обучение в школе подводного флота, а затем присоединился "U-175" в Бремене во время заключительных этапов её постройки в ноябре 1941. Он принял участие во всех трех походах, первые два в качестве Второго Лейтенанта, а последнее как Первый лейтенант (сменил на этом посту оберлейтенанта Эриха (Ehrich) который уехал в марте в Лорьяне, чтобы обучать его собственную команду. 
Верло был весьма приятным молодым человеком. Довольно женоподобный по внешности, он был тщеславен и рассматривал факт, что он провел в общей сложности 195 дней в море на подводных лодках, как дающий право ему критиковать своего Капитана и других членов экипажа.

### Второй помощник
Лейтенант резерва (Leutnant zur See der Reserve) Пол Мюллер (Paul Möller)
Возраст 34 года. Был самым старым человеком на борту. В апреле 1943 года он присоединился к "U-175" в Лорьяне для её последнего похода. Ранее он был торговым морским капитаном Hansa Line. Думается немного способностей Мюллера на борту "U-175" пригодилось, и он сам, кажется, не выражал большого энтузиазма по поводу жизни на лодке. Типичное замечание его было таким, "Когда-то я думал, что все хорошие вещи приходят сверху, но после того, как глубинные бомбы взрывались вокруг моей головы в течение пяти минут, я быстро передумал." 
Он был очень ярым нацистом и чрезвычайно сознательным в вопросах безопасности.

## Список потопленных судов
| Дата             | время CET        | Название судна      | Тип     | Тоннаж, брт | Принадлежность | Груз                                         | Конвой  | Место потопления          | Судьба   |
| ---------------- | ---------------- | ------------------- | ------- | ----------- | -------------- | -------------------------------------------- | ------- | ------------------------- | -------- |
| 18 сентября 1942 | 10:00 (не точно) | Norfolk             | Танкер  | 1.901       | Великобритания | 3055 тонн бокситов                           |         | 08°36′ с. ш. 59°20′ з. д. | потоплен |
| 19 сентября 1942 |                  | Mae                 | Пароход | 5.607       | США            | в балласте                                   |         | 08°03′ с. ш. 58°13′ з. д. | потоплен |
| 21 сентября 1942 | 06:40            | Predsednik Kopajtic | Пароход | 1.798       | Югославия      | в балласте                                   |         | 08°30′ с. ш. 59°30′ з. д. | потоплен |
| 24 сентября 1942 |                  | West Chetac         | Пароход | 5.627       | США            | 6097 тонн главных военных поставок           | TRIN-14 | 08°45′ с. ш. 57°00′ з. д. | потоплен |
| 26 сентября 1942 | 10:06            | Tambour             | Пароход | 4.976       | Панама         | 2585 тонн бокситов                           |         | 08°50′ с. ш. 50°50′ з. д. | потоплен |
| 28 сентября 1942 |                  | Alcoa Mariner       | Пароход | 5.590       | США            | в балласте                                   |         | 08°57′ с. ш. 60°08′ з. д. | потоплен |
| 1 октября 1942   | 03:40            | Empire Tennyson     |         | 2.880       | Великобритания | 3000 тонн бокситов                           |         | 09°27′ с. ш. 60°05′ з. д. | потоплен |
| 4 октября 1942   |                  | Carib Star          |         | 2.592       | США            | в балласте                                   |         | 08°30′ с. ш. 50°37′ з. д. | потоплен |
| 5 октября 1942   |                  | William A. McKenny  |         | 6.153       | США            | 3118 тонн руды бокситов и генерального груза |         | 08°35′ с. ш. 59°37′ з. д. | потоплен |
| 23 января 1943   |                  | Benjamin Smith      |         | 7.177       | США            | асфальт, цемент                              |         | 04°05′ с. ш. 07°50′ з. д. | потоплен |